# Mutatis mutandis
Mutatis mutandis (llatí) o en català canviades les coses que s'han de canviar és una locució llatina que significa que un text anterior queda vàlid en un altre lloc o un altre moment i que només cal canviar uns detalls accessoris.
És un ablatiu absolut al neutre plural del participi passat mutatus (canviat) i del gerundi llati mutandus (el que ha de canviar). Segons el llibre d'estil de la Universitat Pompeu Fabra, és un llatinisme que no està adaptat al català i que cal escriure en cursiva. Al context jurídic, s'utilitza l'expressió quan hom pren un altre acord entre altres partits, i que hom signa mutatis mutandis sense passar per una negociació extensiva del text. Escòcia podria, per exemple, signar amb la Unió Europea, mutatis mutandis, el mateix conveni que el Regne Unit va signar.
L'expressió corol·lària és ceteris paribus: hom indica només el que canvia i afirma que tota la resta queda igual al text o a les condicions originals.

## Uns exemples
- «Els 65.000 milions d'euros que sumen la pujada de l'IVA i les retallades als funcionaris i als aturats són, mutatis mutandis, l'equivalent a les ajudes que el FROB injectarà al sistema financer a partir del crèdit que ha decidit atorgar la Unió Europea al Regne d'Espanya.» (Jaume Reixach)[8]
- «…tot el que s'afirma del nacionalisme espanyol es pot aplicar, fins i tot reforçat mutatis mutandis, a la política del nacionalisme francès.» (Joan Mari Torreladai)[9]